# MAYA 真夜中の少女
『MAYA 真夜中の少女』（マヤ まよなかのしょうじょ）は、本島幸久による漫画作品。講談社刊行『週刊少年マガジン』に1994年から1996年まで連載。単行本全9巻。2002年に実写ドラマ化された。 

## 概要
人の死を事前に予知するという超能力を持つ少女深月真夜の活躍と苦悩・葛藤、そして成長を描く。

## あらすじ
人の死が分かってしまうために、誰からも理解されず、苦しみながらも両親との約束を果たすため「未来」と戦い続ける一人の超能力少女、深月真夜。彼女は何の変哲もない高校生、境わたるの前に現れ、24時間以内の死を告げる。彼女は言う。未来を変えて、と。

## 登場人物
深月真夜（みづきまや）
人の死という未来が見える少女。初めは人を寄せ付けない雰囲気を持っていたが、わたると知り合ってからは徐々に明るい性格になっていく。
境わたる（さかいわたる）
深月真夜に24時間以内に死ぬと予告されたが奇跡的に生き残った。それ以後真夜に熱を上げ、ドゥナ・エイに通い詰める。超能力は持たないが、持ち前の明るさで真夜の心を開く。最終話のエンディングによると、未来に「真夜と結婚する」ことが超能力でわかった（但し、本人は知らない）。
アルフラン
深月家の執事。喫茶店ドゥナ・エイのマスターでもある。フランス人。
深月夕一郎
真夜の父親。建築家。パリに建設された超高層ビル「星の城（シャトー・ド・エトワール）」の設計者。落成式の日に起きた火災で焼死する。
オーレリィ
真夜の母親。ビル火災後の疲労とショックで倒れ、そのまま回復せずに死去。死に際して、真夜に（真夜が見た死の）未来と闘うよう約束する。
桐原鷹音
超能力セミナーを主催する、美少女と見まごう少年。実際には超能力は使えず、催眠術を得意とする。自分を裏切った者は催眠術を利用して殺してしまう。子供の頃には実際に予知が使えたが、その力が金儲けに使えるという事を知り、それを喜んだ為『超能力を使うのに適している純粋な心』に傷を付けてしまった。額には、その時（結果として父親を見殺しにしてしまった）親友から付けられた傷がある。最終的にわたるを救い、事故死してしまう。
脇田
雑誌記者。当初は真夜を特ダネのネタとしか考えていなかったが、彼女の予知によって自分が救われると改心し、フリーライターとして真夜達の良き協力者となった。口調は関西弁。
村川政憲
東都大で超伝導の研究をしていたが超能力の存在を確信し、超能力の研究にのめり込む。
木場修
真夜を凌ぐ予知能力を持ち、人を思い通りに事故に遭わせることが出来る。真夜は木場とキスすることによって隠れた力を引き出した。最後はより強力な力を持った真夜に予知を封じられた（彼自身の予知は正確だったが、真夜は更にそれを上回る能力で彼が起こそうとした事故を防いだ）上に、今まで自分が虫けらのように殺してきた不良達にリンチを受け、ノイローゼとなる。
畑中
警部補。超能力を信じていなかったが、真夜やあけなと仕事をするうちに良き理解者となった。
北斗あけな
サイコメトリーの能力を持つ。最初は真夜に対して（主にスリーサイズで）ライバル心を抱いたが、すぐに和解して親友になる。
ジム・ベルウィック
FBIの超能力捜査官。真夜の父が設計したビルの火災を仕掛け、真夜の超能力を無理矢理開花させた。超能力者を集め、世界の支配者になろうと画策する。
チェシャ猫
ベルウィックの忠実な下僕。真夜を上回る予知能力を持つ。本来は10歳の少年だったがベルウィックによって身体だけ成長させられた。

## 備考
- 『週刊少年マガジン』1995年40号から42号まで掲載された第20章「闇の住人たち〈殺人鬼〉」は、サイコパスの連続殺人犯を描いた話であるが、その描写について全国障害者解放運動連絡会議から「犯罪と精神障害を結びつけ、精神障害者への差別をあおっている」と抗議があり、単行本未収録となっている[1]。
- 作者がプロレスファンのため、様々なレスラーの名前が登場する。「武藤ケイジ（二重人格という設定）」「村川政憲（ザ・グレート・サスケ）」「江崎英治（ハヤブサ）」「冬木（弘道）」「脇田洋人（スペル・デルフィン）」「北斗あけな（北斗晶）」など。

## ドラマ
2002年に『日テレジェニック2002卒業制作ドラマ 真夜中の少女MAYA』として実写ドラマ化され、2003年3月8日にBS日テレで放送された。「赤と黒の仮面」「真夜中の少女の冒険」「虚空の眼」「少女は黄昏の中で…」の4作品のオムニバス形式となっている。

### スタッフ
- 監督: 中島敦
- 脚本: 本島幸久（赤と黒の仮面）、原田裕司（赤と黒の仮面）、津村美智子（真夜中の少女の冒険）、青木英美（虚空の眼）、安部陽子（少女は黄昏の中で…）、堀口みち子（少女は黄昏の中で…）
- プロデューサー: 近貞博、小寺洋
- 音楽: 木村祐士
- 制作協力：クリエイティブビジョン
- 製作著作：バップ

### キャスト

#### 赤と黒の仮面
- マヤ：森本さやか
- 武藤ケイジ：倉貫匡弘
- 川村まりあ：福愛美
- 伊藤弘顕

#### 真夜中の少女の冒険
- マヤ：小倉優子
- 木場：奥瀬雄大
- 真島：宮崎将
- 芦田：高濱正朋
- 折原みか

#### 虚空の眼
- マヤ：佐藤めぐみ
- かおり：小森早也香
- 真帆
- 酒井伸泰

#### 少女は黄昏の中で…
- マヤ：藤本綾
- 志織：畑中梨沙
- フランキー仲村
- 西村優子
- 古賀亘